# Adolphe Pétérelle
Adolphe Péterelle est un peintre français né le 26 juin 1874 à Genève et mort le 27 octobre 1947 à Paris .

## Biographie
Adolphe-Jules Péterelle expose au Salon des indépendants de 1923 à 1934, ainsi qu'au Salon des Tuileries et au Salon d'automne.
En 1952, le palais Galliera présente à Paris la « rétrospective Péterelle ».

## Collections publiques
- Dijon, musée des Beaux-Arts, donation Pierre Granville[3].

Œuvres attribuées à Adolphe Péterelle
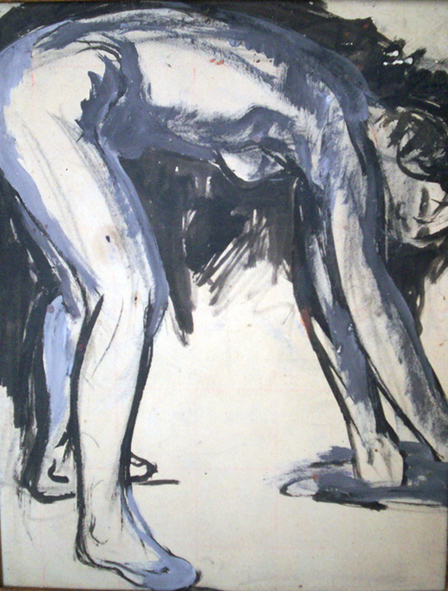
Nu courbé, encre sur papier, localisation inconnue.
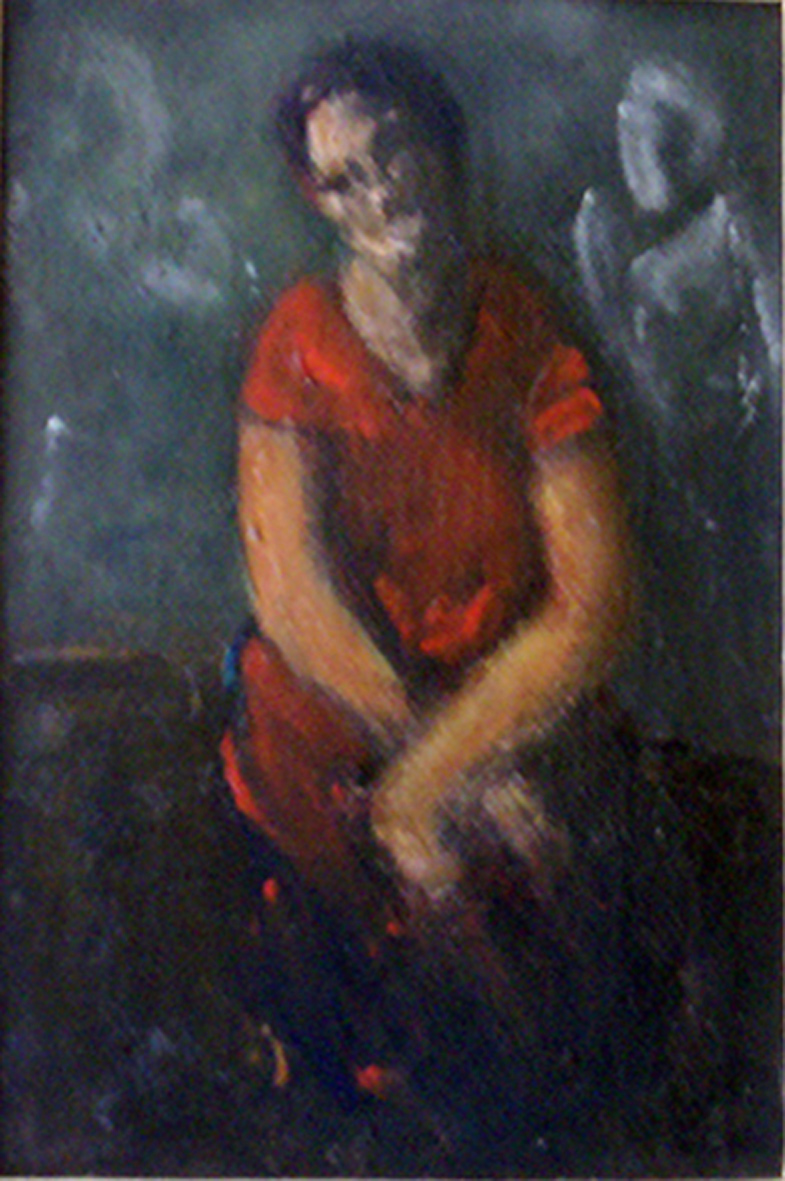
Femme en rouge, huile sur toile, localisation inconnue.